# Triepeolus alvarengai
Triepeolus alvarengai (лат.) — вид пчёл-кукушек рода Triepeolus из подсемейства Nomadinae (Apidae). Эндемик Бразилии. Назван в честь L. C. Alvarenga, собравшего типовую серию в 1954 году.

## Распространение
Южная Америка: Бразилия.

## Описание
Мелкие слабоопушённые пчёлы коричневато-чёрного цвета, с жёлтовато-оранжевыми отметинами на теле как у ос. Длина около 1 см. Следующие морфологические признаки в совокупности отличают T. alvarengai от всех других южноамериканских Triepeolus: (медиально суженная или прерванная) базальная полоса тергита T1 дугообразная, непрерывная (и неотличимая от боковых продольных полос) и мезально вогнутая с каждой стороны, так что дискальный участок полукруглый; мезоскутум имеет хорошо выраженные парамедианные полосы; тергиты T2—T4 имеют полные апикальные поперечные полосы жёлтого томентума. Экземпляры, у которых на T1 имеется только базальная полоса или пара переднелатеральных пятен бледного томентума (в отличие от базальных и апикальных поперечных полос), можно спутать с T. nemoralis, но у T. nemoralis мезоскутум имеет крупное переднемедиальное яйцевидное пятно жёлтого томентума, которое может быть более редким медиально, что позволяет предположить наличие плохо выраженных парамедианных полос. Самцы T. alvarengai без апикальной поперечной полосы на Т1 также похожи на самцов T. flavipennis, но у T. flavipennis пара переднелатеральных пятен бледного томентума на Т1 мезально выпуклая, так что дискальное пятно образует трапецию или треугольник с вогнутыми переднелатеральными сторонами. Самки T. alvarengai и T. flavipennis лучше различаются по псевдопигидиальной области, которая у первых треугольная, с вогнутым апикальным краем T5, а у вторых отчётливо круглая, с широко выпуклым апикальным краем T5. Вид был впервые описан в 1955 году бразильским гименоптерологом профессором Й. Сантьяго Моуром (Jesus Santiago Moure), а его валидный статус подтверждён в ходе ревизии, проведённой в 2024 году канадским энтомологом Томасом Онуферко (Thomas M. Onuferko, York University, Торонто, Канада) и его коллегами.